# 藤色
藤色（ふじいろ）とは、淡く青味の紫色で、英色名ではそのままフジの花の色を意味するウィステリア（Wisteria）あるいはウィスタリア（Wistaria）。万葉集にも藤を読んだ歌は数多いが、「藤色」という色は「藤」の字を持つ藤原家の隆盛に伴って、また藤の旺盛な生命力や豊かな芳香にちなんで、平安時代を中心に高貴な色として愛された。藤色よりも西洋由来のウィステリアのほうがやや青みが強い。
藤色・ウィスタリアそれぞれがJISの規格に採用されている。ここではそれぞれ異なる色として扱われる。

## 藤色に関するエピソード

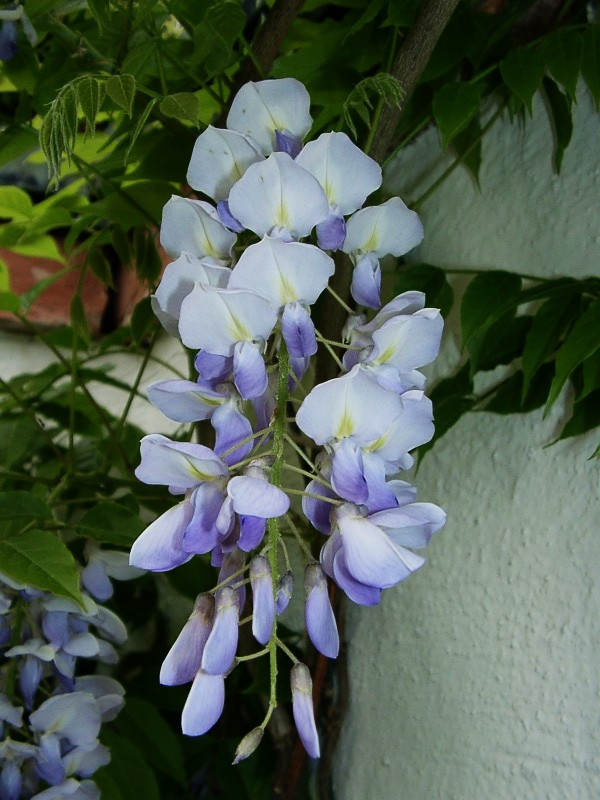
フジの花

藤色にちなんだ人物といえば何をおいても源氏物語に登場するその名も「藤壺女御（中宮）」であろう。宮中でも中宮やその候補となる女御の住む飛香舎（中庭（壷）に藤が植えてあることから藤壷とも言う）に住む帝の最愛の妻で光源氏の義母である。伊勢物語、古今和歌集に見られる古歌紫のひともとゆえに武蔵野の草はみながらあはれとぞみるにちなんだ「紫の縁」の姫君たち（光源氏の母桐壺更衣、藤壺女御の姪にして光源氏の最愛の妻紫の上）の一人として物語に深く関わる高貴な美女である。（余談だが、紫式部の主人である彰子中宮も藤壺に局を持つ「藤壺女御」であったし、藤原一族出身の彼女自身は「藤式部」と呼ばれていた。）
また、藤をめでる宴などもこの頃の貴族には良く行われていて、襲の色目にも表は薄紫、裏が青の「藤」がある。
「藤色」愛好の気風は現在まで長く続き、江戸時代の活け花の作法でも、藤を活ける際には薄紫のものを最上とするとある。

## 藤紫・藤鼠
藤色よりもやや青みが弱く、紫みの強い色を藤紫（ふじむらさき）と呼ぶ。
江戸末期になって藤色と区別されるようになり、明治期に流行色となった。
化学染料で藤色を合成するようになってからは藤色よりもポピュラーとなった経緯があり、
その染色が大正時代に流行したことから大正藤（たいしょうふじ）の別名もある。
藤紫は藤色・ウィスタリアと共にJIS慣用色名にも採用されている。
また、江戸時代に頃生まれた色名にやや紫がかった灰色の藤鼠（ふじねず）がある。

## 近似色
- 竜胆色
- 藤納戸
- ラベンダー - 色彩学者の長崎盛輝は本色の英名を「ラベンダー」と紹介している。